# Gorge de Krésna

## Géographie

Corridor paneuropéen IV, en rouge sur la carte.

La Gorge de Krésna ou Défilé de Krésna est un défilé situé dans le sud-ouest de la Bulgarie. Très encaissé, le défilé de 18 km a été creusé par le fleuve Strouma, entre la montagne Pirin et la Montagne de Maléchévo.
La gorge est suivie par la route Е 79 et la voie de chemin de fer reliant Sofia et Thessalonique.

## Biodiversité
Les populations de chauves-souris, serpents, vertébrés et de tortues ont baissé de plus de 60 % entre 2003 en 2019.
Le site est Natura 2000 bien qu'une autoroute y soit construite, pour relier Sofia à Kulata, l'Allemagne à la Grèce, avec l'aide financière de l'Union européennes,.

## Histoire
Une bataille s'y déroula lors de la Deuxième Guerre balkanique, en juillet 1913, pour la maîtrise de ce passage étroit et stratégique sur la route de Sofia à Salonique.

## Galerie

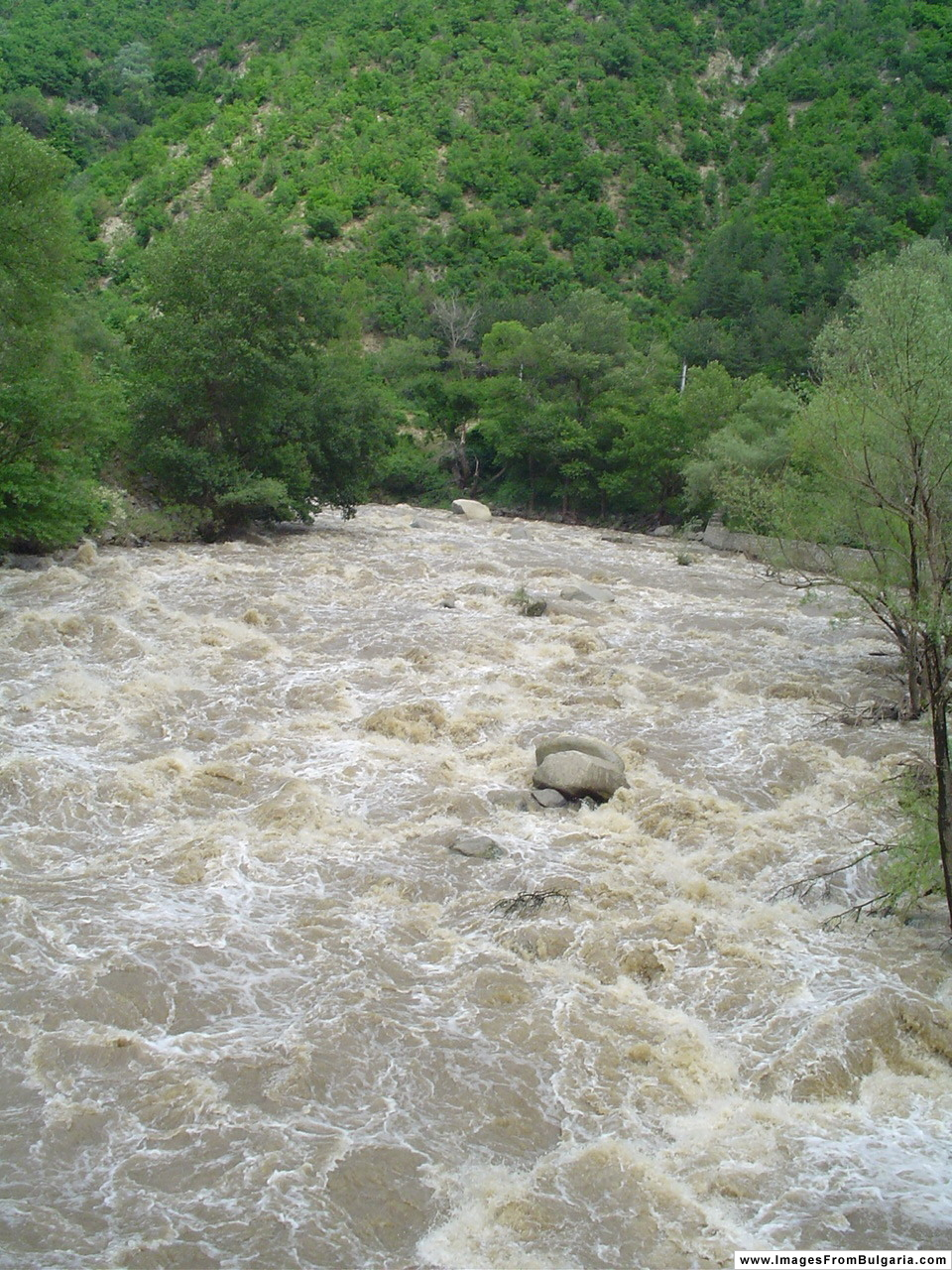
Les rapides de la Strouma dans le défilé de Krésna
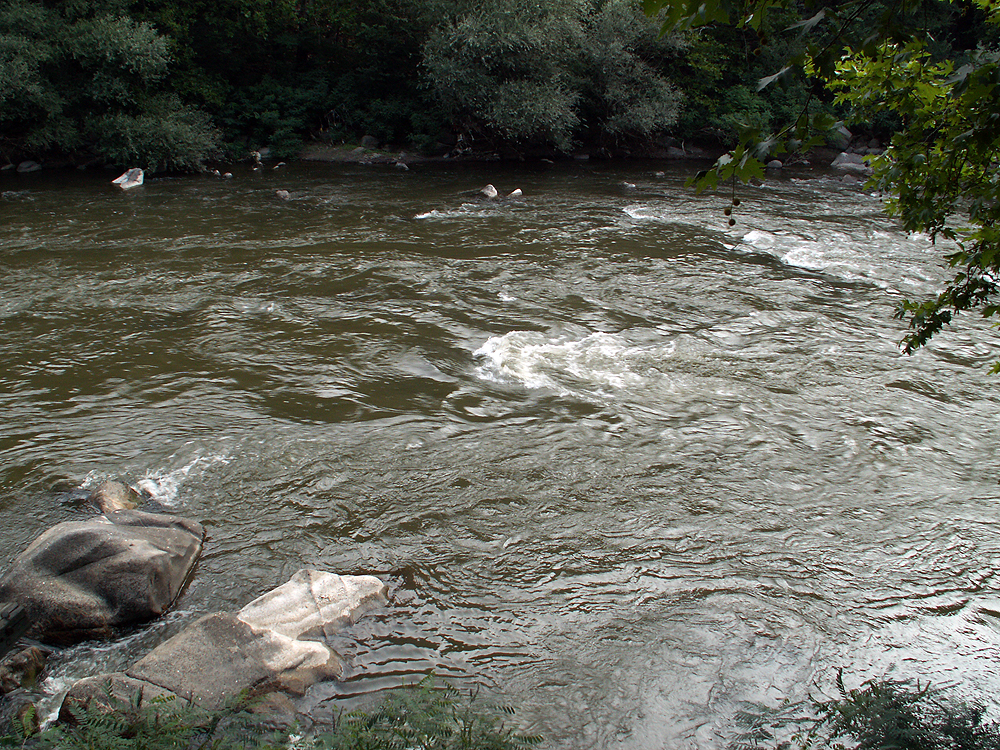
La Strouma dans le défilé de Krésna